# Cambridge (Nebraska)
Cambridge je grad u američkoj saveznoj državi Nebraska. Prema popisu stanovništva iz 2010. u njemu je živjelo 1,063 stanovnika.